# بند شورابک
بند شورابک (انگلیسی: Shorabak Dam) که به نام نیروگاه برق آبی شورابک نیز شناخته می‌شود، بر روی رود کوکچه در حدود ۱۰ کیلومتری (۶/۲ مایلی) جنوب شرقی فیض‌آباد، افغانستان، در ولسوالی فیض‌آباد ولایت بدخشان واقع شده است. این یک بند وزنی دارای یک نیروگاه برق است که تا ۷/۵ مگاوات برق تولید می‌کند.